# South Scousburgh

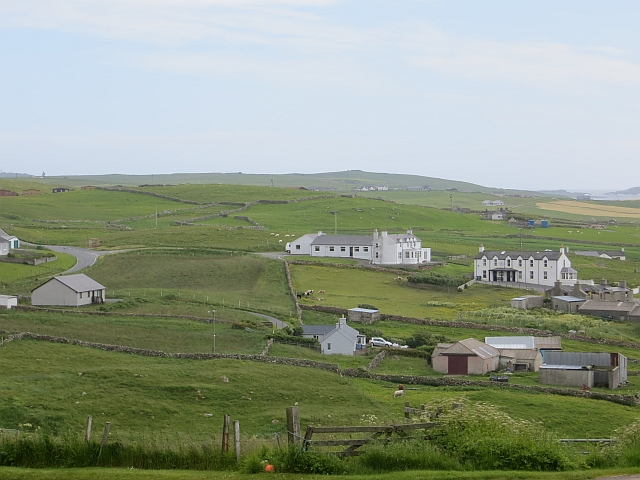
Häuser aus der Nähe

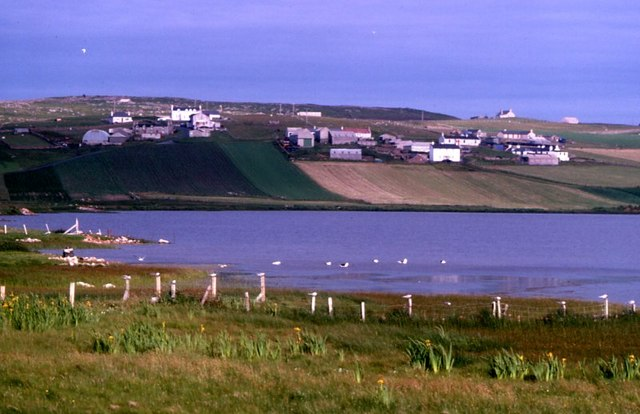
Blick auf den Ort über den See

South Scousburgh ist eine kleine Ortschaft, die in Schottland im Süden der Shetlandinseln liegt.

## Geographie
South Scousburgh liegt im Süden von Mainland im ländlichen Raum, am östlichen Ufer des Sees Loch of Spiggie. Zum Flughafen Sumburgh sind es 8 Kilometer im Südosten, nach Scousburgh 400 Meter im Norden. Weitere Ortschaften in der Nähe sind Longfield und Skelberry im Südosten sowie Noss im Südwesten.

## Historisches
Im Rahmen der historischen Gliederung Schottlands in Civil Parishes zählt South Scousburgh zu Dunrossness.

## Verkehr
Erschlossen wird South Scousburgh von der B9122, die Boddam im Süden mit Channerwick im Norden verbindet.